# Hétszög
A geometriában hétszög olyan sokszöget jelent, amelynek hét oldala és hét szöge van.
A szabályos hétszög olyan  hétszög, amelyben az élek hosszúsága és a szögek nagysága megegyezik; a belső szögek értéke 5π/7 radián, vagy 128,5714286 fok.
A szabályos hétszög Schläfli-szimbóluma   {7}.
Az a élhosszú szabályos hétszög területe az alábbi képlet alapján számolható:
{\displaystyle A={\frac {7}{4}}a^{2}\cot {\frac {\pi }{7}}\simeq 3,63391a^{2}.}
A hétszög egyéb elnevezései a görög-latin eredetű szeptagon és a görög eredetű heptagon szó.

## Szerkesztés
A szabályos hétszög nem szerkeszthető körző és vonalzó segítségével.

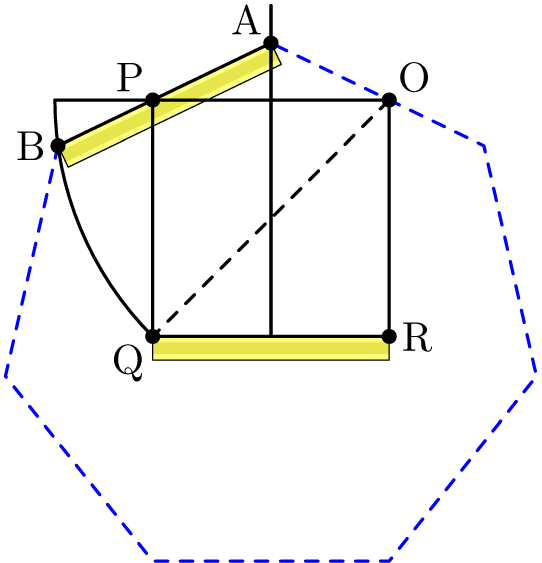
Szabályos hétszög belső szögének neuszisz szerkesztése.

Egy szabályos hétszögbe kétféle heptagramma írható be.

Szabályos hétszög nem szerkeszthető körzővel és közönséges vonalzóval (euklideszi szerkesztés), csak körzővel és speciális beosztással rendelkező (neuszisz) vonalzóval. Ezt hívják neuszisz szerkesztésnek. Szerkeszthető ugyanakkor körzővel, vonalzóval és szögharmadolóval. Az euklideszi szerkesztés lehetetlensége onnan következik, hogy 2cos(2π/7) ≈ 1,247 az x3 + x2 – 2x – 1 harmadfokú irreducibilis polinom zérushelye. Következésképpen ez a polinom a 2cos(2π/7) minimálpolinomja, viszont egy megszerkeszthető pont minimálpolinomjának fokszáma 2 hatványa kell hogy legyen.
| Szabályos hétszög belső szögének neuszisz szerkesztése.                                 | Szabályos hétszög belső szögének neuszisz szerkesztése (John Horton Conway módszere). |
| Animáció a szabályos hétszög megközelítő szerkesztéséről körző és vonalzó segítségével. |                                                                                       |

## Felhasználás
Az Egyesült Királyságban jelenleg (2006) kétféle hétszög alakú pénzérme van forgalomban: az 50 penny-s és a 20 penny-s érme; a barbadosi dollár érmék is hétszög alakúak.

## Lásd még
- Heptagramma

## Külső hivatkozások
- Definíció és tulajdonságok  (animáció)
- Robin Ho: Constructing a heptagon (angol nyelven), 2002. [2005. június 22-i dátummal az [ eredetiből] archiválva]. (Hozzáférés: 2009. szeptember 4.)